# 保坂弘司
保坂 弘司（ほさか こうじ、1906年4月10日 - 1983年2月3日）は、日本の国文学者。学燈社社長、昭和女子大学名誉教授。
新潟県生まれ。早稲田大学国文科卒。欧文社(旺文社)に勤務、国語漢文部長。1948年學燈社を創業、受験雑誌『学燈』を創刊し、自著のほか、国語漢文関係の参考書、「学燈文庫」を刊行する。1956年『國文學 解釈と教材の研究』を創刊し、至文堂の『国文学 解釈と鑑賞』と双璧をなす国語国文学雑誌とした。昭和女子大学教授、1977年定年、名誉教授。学習書協会理事長、日本書籍出版協会常任理事、日本出版クラブ評議員などを務めた。

## 著書
- 『受験作文の綜合的研究』欧文社 1938
- 『国文法の綜合的研究』欧文社 1939
- 『国体の本義精講』欧文社出版部 1939
- 『日本文学の新系譜』旺文社 1943
- 『現代文の新研究』學燈社 1948
- 『国文の綜合的研究』旺文社 1948
- 『作文の綜合的研究』旺文社 1948
- 『現代用語 理解と表現』1949 學燈新書
- 『國文の綜合研究』學燈社 1951
- 『徒然草』1951 学燈文庫 『声で読む徒然草』學燈社 2007
- 『漢文の綜合研究』學燈社 1952
- 『源氏物語』1952-54 学燈文庫 『声で読む源氏物語』學燈社 2007
- 『國文法表覽 口語文語対照』學燈社 1952
- 『歴代和歌』1952 学燈火文庫
- 『現代文の綜合研究』學燈社 1953
- 『國文法の綜合研究』補訂32版 學燈社 1953
- 『書取問題の完全対策』學燈社 1954
- 『若き知性に』學燈社 1954
- 『徒然草の文法研究』1955 學燈新書
- 『国文学史の綜合研究』學燈社 1956
- 『徒然草の文法と解釈』學燈社 1956
- 『生きゆくの記』學燈社 1957
- 『美しき憂悶に』學燈社 1957
- 『源氏物語の文法と解釈』學燈社 1957
- 『整理本位の国文法』學燈社 1957
- 『源氏物語詳解 その語法と評釈』學燈社 1959
- 『ある愛の記録』學燈社 1961
- 『学習本位の源氏物語』學燈社 1961
- 『学習本位の徒然草』學燈社 1961
- 『学習本位の歴代和歌』學燈社 1961
- 『整理本位の新訂国文法』學燈社 1961
- 『明日の門』學燈社 1962
- 『書取の完全対策 付・読取問題』新訂 學燈社 1962 31版
- 『国文法征服の公式 受験・学習の最短コース』學燈社 1963
- 『シェーマ(図解)式速修国文学史』學燈社 1963
- 『ことわざ名言集』學燈社 1971
- 『百人一首の美学』學燈社 1972
- 『大鏡新考』學燈社 1974
- 『文章はどう書くか』學燈社 1975
- 『レポート・小論文・卒論の書き方』1978 講談社学術文庫
- 『大鏡研究序説』講談社 1979
- 『女性の美しく』弥生書房 1979
- 『大鏡全評釈』學燈社 1985
- 『声で読む万葉・古今・新古今』學燈社 2007

## 共編著
- 『漢文の綜合的研究』小和田武紀共著 欧文社 1941
- 『現代文事典』編 1953 学燈文庫
- 『國文事典』編 1953 学燈文庫
- 『三段式速修古語2000』編 學燈社 1960
- 『現代文の基礎学習』海野哲治郎共著 學燈社 1962
- 『樋口一葉』関良一共著 1962 学燈文庫
- 『現代国語の基礎学習』海野哲治郎共著 學燈社 1963
- 『現代詩の基礎学習』海野哲治郎共著 1963 学燈文庫 「声で読む入門現代詩」學燈社 2007
- 『新選国語学問題 新出題傾向による』編 學燈社 1969

## 訳
- 『大鏡 全現代語訳』1981 講談社学術文庫
- 『大鏡 本文対照』1983 現代語訳学燈文庫

## 参考
- 鈴木徹造『出版人物事典』出版ニュース社、1996
- 『文藝年鑑2007』